# Centraal Instituut voor Toetsontwikkeling

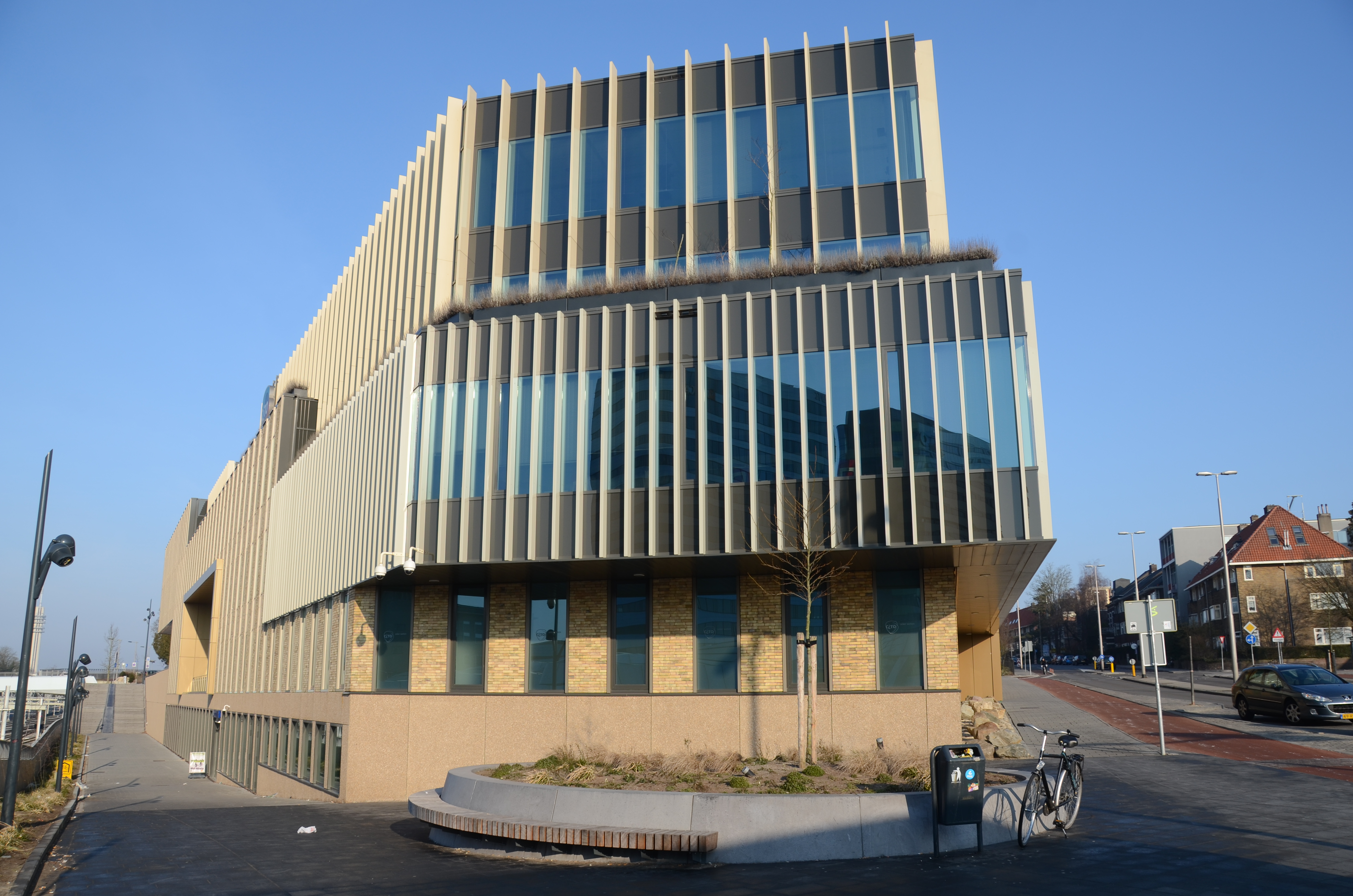
Het kantoor van het Cito in Arnhem

Het Centraal Instituut voor Toetsontwikkeling (Cito; in het logo geschreven met een omgekeerd vraagteken: C¿to) is een Nederlandse organisatie voor het ontwikkelen en afnemen van examens en toetsen. Doel van de meet- en volgmethoden is een objectief beeld verkrijgen van de kennis, vaardigheden en competenties van leerlingen.
Het Cito is gevestigd in Arnhem en er werken bijna 600 mensen. Het merendeel van deze werknemers heeft een academische achtergrond. Daarnaast werken er vanuit de onderwijs- en beroepspraktijk 2.000 freelancers mee aan toetsontwikkeling en de constructie van examens.

## Geschiedenis
Zowel de Cito Eindtoets Basisonderwijs ('de Cito-toets') als het instituut Cito zijn als idee eind jaren 1950 voorgesteld door de hoogleraar Adriaan de Groot. Gedurende een studiereis in de Verenigde Staten in 1958 maakte hij kennis met de mogelijkheid om leerlingen te toetsen door middel van meerkeuzevragen die ontwikkeld konden worden door een centraal testinstituut. In Nederland moest er nogal wat weerstand worden overwonnen, want er waren principiële bezwaren tegen elke vorm van meten. Men zou het onderwijs denatureren en het kind geweld aandoen.
De eindtoets voor het basisonderwijs werd door De Groot en de Haagse onderwijspsycholoog Anton Sangers ontwikkeld. De eindtoets werd ingesteld bij koninklijk besluit in 1965. In opdracht van de gemeente Amsterdam ontwikkelde De Groot de Amsterdamse Schooltest, die van 1966 tot 1969 werd afgenomen aan openbare scholen in Amsterdam. Hierna nam Cito de toets over en werd deze in Nederland een landelijk fenomeen.
De oprichting van een centraal toetsingsinstituut was in 1967 in gang gezet door minister Cals van Onderwijs en Wetenschappen. In 1968 ging het instituut officieel van start in Arnhem met Wiel Solberg als directeur. Negentien jaar later, in 1987, werd Cito een publiekrechtelijke instelling. In 1999 werd het instituut geprivatiseerd, waarbij de organisatie werd verdeeld in:
- 'Stichting Cito Instituut voor Toetsontwikkeling', waarin de door de overheid gesubsidieerde activiteiten zijn ondergebracht, zoals de Centrale examens.
- 'Cito B.V.' voor de overige activiteiten. Stichting Cito Instituut voor Toetsontwikkeling is de enige aandeelhouder van de B.V. Winst uit de B.V. wordt gebruikt om verder te investeren in onderzoek en innovatie.

## Activiteiten
Cito verzorgt trainingen en advieswerk en onderzoekt de kwaliteit van het onderwijs. Al deze activiteiten voert Cito uit voor onderwijsinstellingen, overheden en het bedrijfsleven in binnen- en buitenland.
Vooral de toetsconstructie heeft een goede reputatie. Voor het opstellen van normen is de instelling op Nederland gericht. De activiteiten in het buitenland bestaan vooral uit training en advies. Het pakket diensten en producten voor de onderwijs- en beroepspraktijk is breed en richt zich op moderne toetsvormen en volgsystemen. Het bekendst is hun veelgebruikte Cito Eindtoets Basisonderwijs die op het einde van veel Nederlandse basisscholen wordt toegepast.

## Toetsen van Cito
Cito heeft behalve de bekende Eindtoets en Entreetoets ook andere toetsen. Er is bijvoorbeeld een Leerlingvolgsysteem ontwikkeld, dat bij 95% van de Nederlandse basisscholen wordt gebruikt.
Als onderdeel van dit volgsysteem worden leerlingen van de basisschool tweemaal per schooljaar (aan het midden en aan het eind) getoetst. Er is bijvoorbeeld een toets voor groep 1 van de basisschool, waarin wordt gekeken naar ordenen, ruimte en tijd en taal.

## Cito Eindtoets Basisonderwijs
De Cito Eindtoets Basisonderwijs ('de Cito-toets') was tot 2014 een toets van Cito die leerlingen van het Nederlandse basisonderwijs in groep 8 aflegden. De bedoeling was dat men een objectief beeld kon krijgen van het best passende vervolgonderwijs voor de deelnemende leerling.

## Overige toetsen
- Cito ontwikkelt naast toetsen voor het basisonderwijs en voortgezet onderwijs, ook toetsen en examens voor mbo, hbo, volwasseneneducatie en het bedrijfsleven, zoals projectmanagementcertificering IPMA.
- Cito is tevens mede-ontwikkelaar en uitvoerder van de PISA-toets die iedere drie jaar wereldwijd wordt afgenomen onder 15-jarige scholieren van het middelbaar onderwijs. In Nederland gebeurt dit bij zo'n 5.000 leerlingen.

## Kritiek
In 2010 ontstond er onder leerkrachten en interne begeleiders onrust over de nieuwe Cito-spellingtoetsen. Leerlingen hoeven hierin niet langer woorden op te schrijven, maar moeten zinnen lezen en het fout geschreven woord opzoeken. Er ontstond het vermoeden dat kennis van woorden en leesvaardigheid een belangrijke rol in deze test zouden kunnen spelen, terwijl deze toch vooral de spellingkennis zou moeten meten. Onderzoek toonde aan dat dit vermoeden juist is. Cito sprak de kritiek tegen. Later werden de toetsen spelling aangepast en zodat ze volledig bestonden uit dicteeopgaven.
Ook was er kritiek op de toetsen technisch lezen (Cito-AVI). Hierin werd de nadruk gelegd op het vlot lezen en minder op het aantal fouten. Zo kan het voorkomen dat kinderen die veel fouten lezen, volgens de toets de leerstof toch voldoende beheersen. Volgens sommigen zou deze onevenredige nadruk op het vlot lezen onnauwkeurig lezen in de hand werken.
Het onafhankelijke onderwijsvakblad Didactief heeft een 'Dossier Cito' met kritische artikelen over Cito.